# Murcia deliensis
Murcia deliensis är en kvalsterart som beskrevs av Oudemans 1922. Murcia deliensis ingår i släktet Murcia och familjen Ceratozetidae. Inga underarter finns listade i Catalogue of Life.